# Chiquis Rivera
Janney Marín Rivera (Los Angeles, 26 giugno 1985) è una cantante e personaggio televisivo statunitense.
È la figlia maggiore della cantante Jenni Rivera. Ha iniziato la sua carriera di cantante all'inizio del 2014, pubblicando il suo primo singolo Paloma Blanca. Nel 2015 ai Premios De La Radio ha vinto il premio come artista femminile dell'anno. Al Premio Lo Nuestro ha vinto nel 2016 come artista femminile dell'anno di musica messicano e nel 2017 come artista femminile dell'anno.

## Discografia

### Album in studio
- 2015 – Ahora
- 2018 – Entre botellas
- 2020 – Playlist
- 2022- Abeja Reina